# Griesenbalken
Griesenbalken ist ein Ortsteil von Overath im Rheinisch-Bergischen Kreis in Nordrhein-Westfalen, Deutschland.

## Lage und Beschreibung
Griesenbalken ist ein kleiner, landwirtschaftlich geprägter Ortsteil. Er ist über die Hohkeppeler Straße (Landesstraße 84) zu erreichen. 
Ortschaften in der Nähe sind Wüsterhöhe, Kreutzhäuschen und Probstbalken.

## Geschichte
Die Orte Griesen-, Probst-, Klein- und Meesbalken liegen in einer Flucht auf einer Riedelartigen Anhöhe. Dies lässt vermuten, dass das Formwort Balken des im 13. Jahrhundert als Balcke urkundlich genannten Ortsbereichs diese Anhöhe bezeichnet.
Die Topographia Ducatus Montani des Erich Philipp Ploennies, Blatt Amt Steinbach, belegt, dass der Wohnplatz bereits 1715 als Freihof ausgezeichnet und als Grisenbalck beschriftet ist. Carl Friedrich von Wiebeking benennt die Hofschaft auf seiner Charte des Herzogthums Berg 1789 als Grisenbalken. Aus ihr geht hervor, dass der Ort zu dieser Zeit einer der Titularorte der Honschaft Balken im Kirchspiel Overath war.
Der Ort ist auf der Topographischen Aufnahme der Rheinlande von 1817 als Grisen-Balken verzeichnet. Die Preußische Uraufnahme von 1845 zeigt den Wohnplatz unter dem Namen Griesenbalken. Ab der Preußischen Neuaufnahme von 1892 ist der Ort auf Messtischblättern regelmäßig als Griesenbalken verzeichnet.
1822 lebten sechs Menschen im als Haus kategorisierten Ort, der nach dem Zusammenbruch der napoleonischen Administration und deren Ablösung zur Bürgermeisterei Overath im Kreis Mülheim am Rhein gehörte. Für das Jahr 1830 werden für den als Griesenbalken bezeichneten Ort 30 Einwohner angegeben. Der 1845 laut der Uebersicht des Regierungs-Bezirks Cöln als Pachtgut kategorisierte und als Griesen-Balken bezeichnete Ort besaß zu dieser Zeit ein Wohngebäude mit zwölf Einwohnern, alle katholischen Bekenntnisses. Die Gemeinde- und Gutbezirksstatistik der Rheinprovinz führt Griesenbalken 1871 mit drei Wohnhäusern und 18 Einwohnern auf. Im Gemeindelexikon für die Provinz Rheinland von 1888 werden für Griesenbalken drei Wohnhäuser mit 23 Einwohnern angegeben. 1895 besitzt der Ort drei Wohnhäuser mit 21 Einwohnern, 1905 werden drei Wohnhäuser und 20 Einwohner angegeben.